# Leucospis colombiana
Leucospis colombiana  (лат.) — вид паразитических наездников рода Leucospis из семейства Leucospidae (Chalcidoidea, отряд Перепончатокрылые насекомые).

## Распространение
Южная Америка (Венесуэла, Колумбия).

## Описание
Относительно крупные хальцидоидные наездники, длина от 5 до 11 мм (самки крупнее). Основная окраска чёрная, с несколькими лимонно-жёлтыми отметинами на скапусе усика, груди, брюшке и ногах. Крылья затемнённые.
Задние ноги с утолщенными и сильно изогнутыми бедрами и голенями. Усики 13-члениковые. Нижнечелюстные щупики 4-члениковые, нижнегубные щупики состоят из 3 сегментов.

## Биология
Отмечены с марта по июль. Предположительно, как и другие виды своего рода эктопаразитоиды пчелиных или ос.

## Систематика
Включён в состав видовой группы Leucospis egaia, у которых передние голени и лапки с дорзальным килем, нижний край клипеуса без срединного зубца, мандибулы с небольшой треугольной вырезкой, пронотум без премаргинального киля. Впервые описан в 1974 году британским гименоптерологом чешского происхождения Зденеком Боучеком (Zdenĕk Bouček, 1924-2011).